# مثلث تجارت

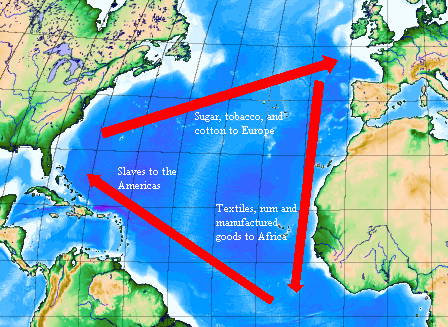
نقشه تجارت دریای مشهور به مثلث تجارت

مثلث تجارت (انگلیسی: Triangular trade) و با تعابیر دیگر از جمله تجارت مثلثی و همچنین تجارت مثلث، اشاره به یک دوره تاریخیِ تجارت دریایی میان سه منطقه یا بندر است، تجارت در مفهوم عام هنگامی اتفاق می‌افتد و موفق عمل می‌کند که یک منطقهٔ دارای کالاهای صادراتی، اقدام به ارسال و حمل و نقل کالا به منطقهٔ یا کشور نیازمند کالا و محصول صادر شده بنماید. مسیرهای خاص تاریخی نیز در گسترش و موفقیت این نوع تجارت تأثیر مستقیم دارند. شکل‌گیری مبحث تجارت مثلثی ارتباط مستقیم با کشف کرانه‌های غربیِ آفریقا که منجر به پیدایش تجارتی جدید به نام تجارت برده گردید و کشف قارهٔ آمریکا توسط کریستف کلمب دارد. پس از کشف آمریکا و ایجاد کلونی و مستعمرات جدید اروپائیان در قارهٔ آمریکا، دوران طلایی دزدی دریایی هم به سرعت شکل گرفت که بی ارتباط به رونق تجارت در این مثلث تجاری نبود

## مثلث تجارت بَرده آتلانتیک
سازوکار تجارت مثلثی یکی از بهترین و شناخته شده‌ترین راه‌های تجارت برده در اقیانوس اطلس در اواخر قرن شانزدهم و اوایل قرن نوزدهم بود، حمل بردگان، محصولات، پول نقد، جواهرات و کالاهای صنعتی که به‌طور عمده در طول مسیر بین غرب آفریقا و مستعمرات کارائیب یا آمریکا انجام می‌گرفت باعث ایجاد قدرت در کشورهای اروپایی استعمارگر می‌گردید، انگلستان که در عمدهٔ مستعمراتش در قسمت آمریکای شمالی قرار داشت نقش عمده‌ای در تجارت برده و شکوفایی این مثلث تجاری داشت که حتی مراودات آن بسی بیشتر از مراودات خود انگلستان و سایر کشورهای اروپایی بود، کالاهای اروپایی به نوبهٔ خود، مهمترین محصول در جهت خریداری و داد و سِتد بردگان از سواحل آفریقا بود، عزیمت بردگان از سواحل آفریقا به منطقهٔ آمریکا باعث ایجاد یک مسیر مشهور دیگری هم گردید که در تاریخ به نام پاساژ یا گذرگاه میانه مشهور شد

## نگارخانه

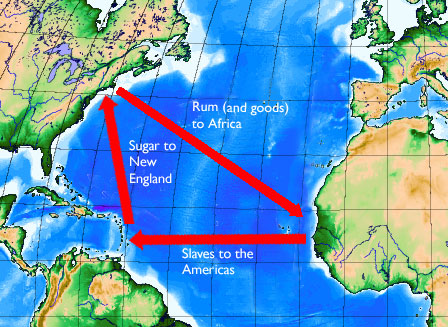
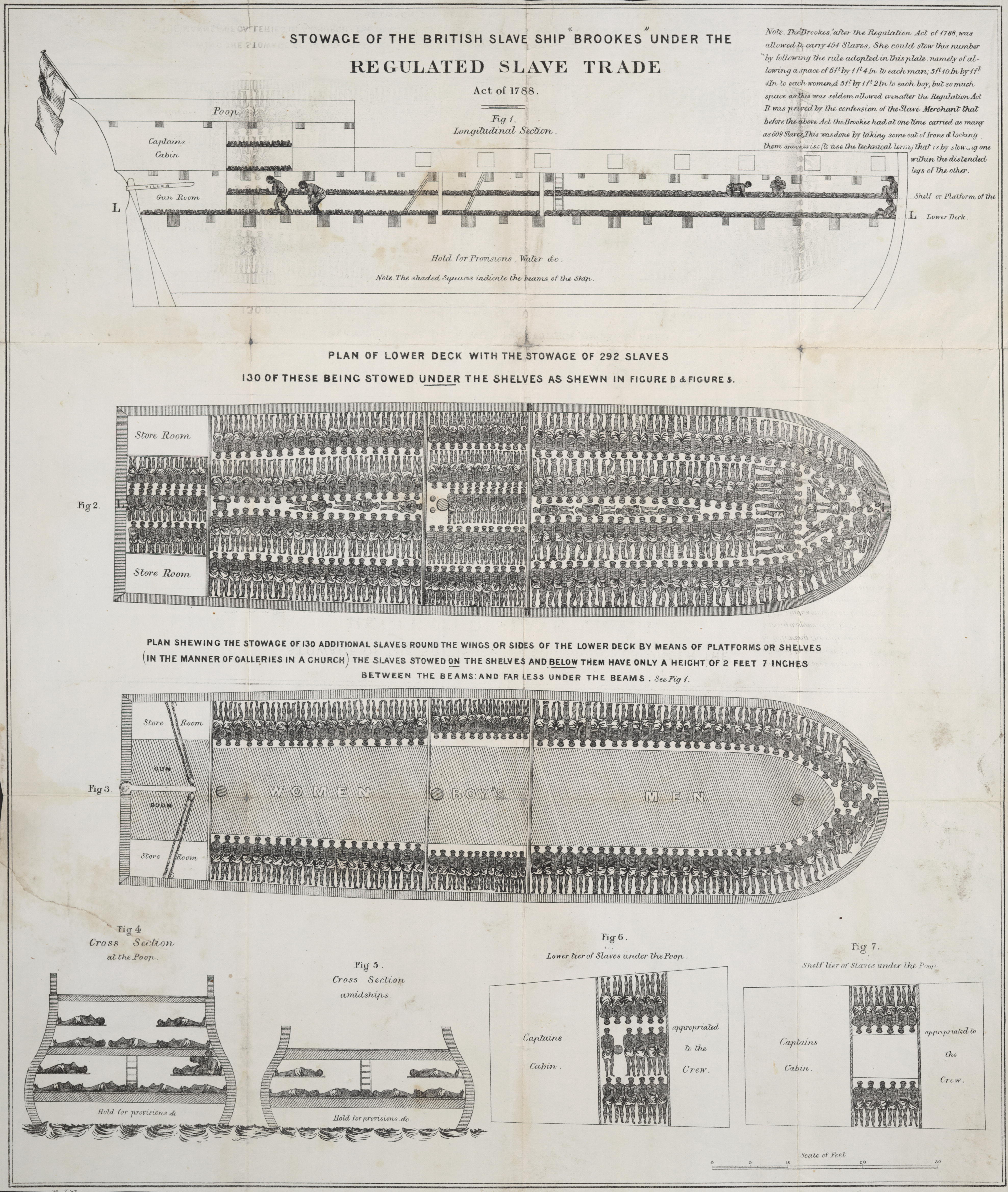
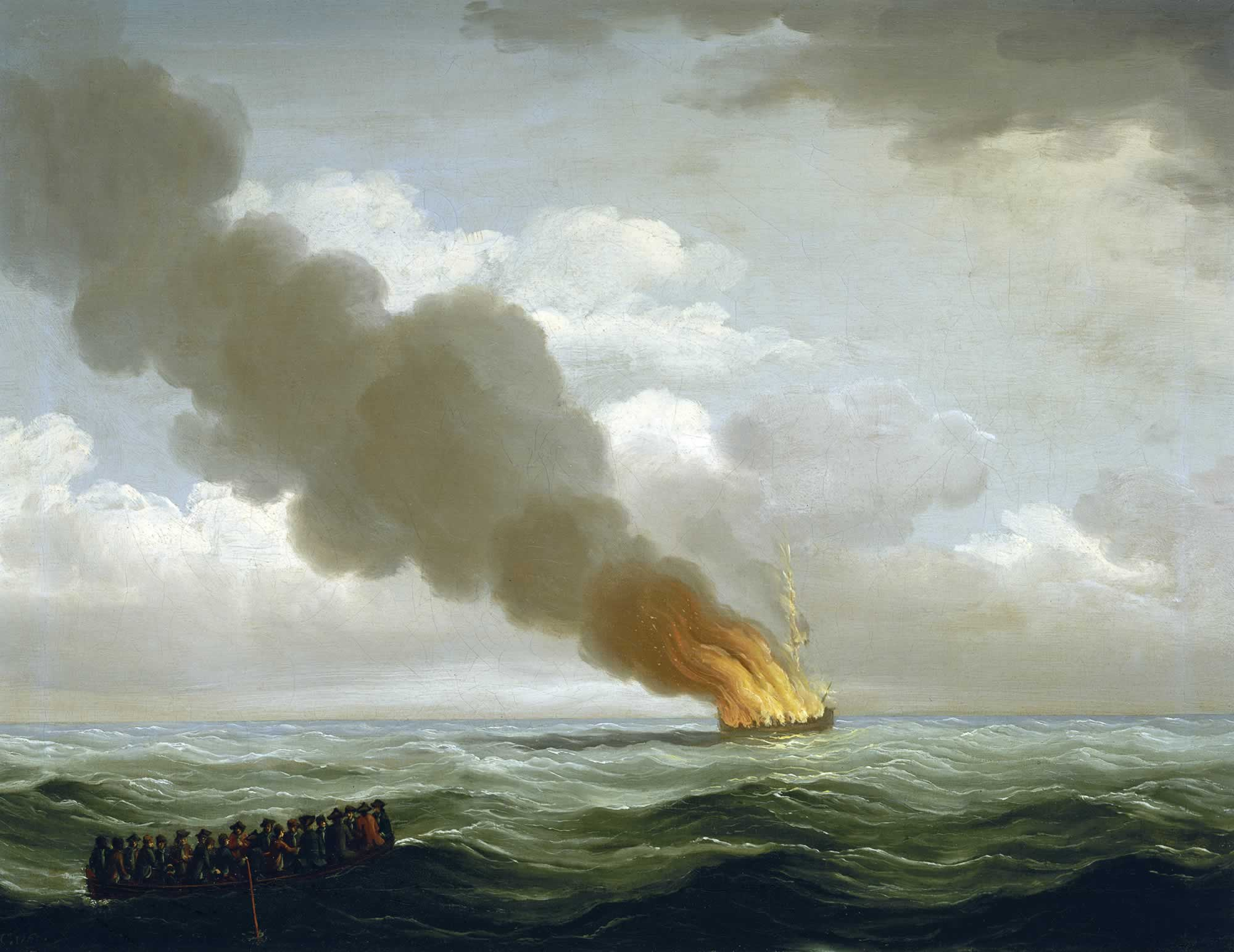